# Sixalix farinosa
Espèce
Sixalix farinosa est une espèce de plantes à fleurs de la famille des Caprifoliaceae (anciennement Dipsacaceae) endémique d'Afrique du Nord et trouvée en Tunisie et en Algérie.

## Description générale
Sixalix farinosa est une plante basse, ramifiée, ligneuse à la base. Les tiges sont couchées, courtes. Les feuilles sont rétrécies à la base et arrondies au sommet, spatulées, crénelées. Elles sont blanchâtres en dessous. Les hampes florales striées portent des folioles réunies en involucres. Les fleurs violacées, épanouies entre avril et juin, sont réunies en capitules hémisphériques.
Espèce très affine du Sixalix cartenniana, les deux espèces dériveraient d'une souche commune.

## Taxinomie
L'espèce a été décrite la première fois par Ernest Cosson en 1884 sous le nom de Scabiosa farinosa. Elle a été transférée au genre Sixalix par Werner Rodolfo Greuter et Hervé Maurice Burdet en 1985.
Son nom vernaculaire français est la Scabieuse à feuilles farineuses par l'aspect du revers de ces dernières.

## Écologie
Cette espèce était considérée comme une endémique strictement tunisienne jusqu'en 2004, quand elle fut découverte en Algérie. Elle est ainsi présente dans deux zones distantes de 200  à   300 km : à l'ouest la zone transfrontalière d'Annaba, El Kala et Tabarka et à l'est la péninsule du cap Bon et l'île de Zembra .
Elle y apprécie les pâturages montagneux et les rochers côtiers.